# Giorgia Vecchini
Giorgia Vecchini, nota anche con lo pseudonimo di Giorgia Cosplay (Isola della Scala, 2 settembre 1977), è una ex-cosplayer italiana, vincitrice nel 2005 del World Cosplay Summit di Nagoya (Giappone).

## Biografia

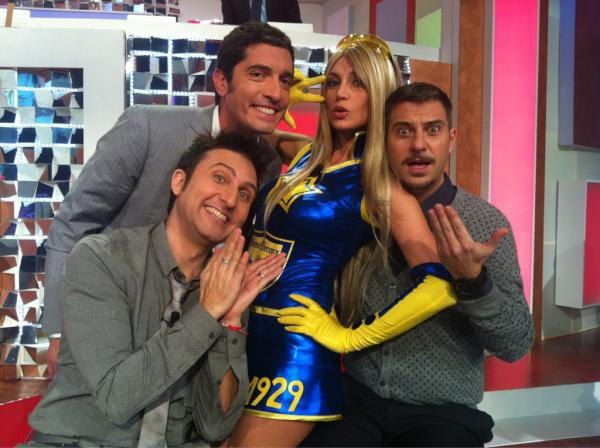
Giorgia Vecchini e il Trio Medusa a Quelli che il calcio

Ha mosso i primi passi nel mondo del cosplay nel 1997 a Lucca Comics interpretando Sailor Mars di Sailor Moon. Nell'agosto del 2005, con il costume dell'arpia Siren del film Devilman, ha vinto il primo premio nella categoria singoli (anche come squadra con l'Italia) durante la prima edizione competitiva del World Cosplay Summit a Nagoya.
Nel novembre 2005 ha fatto parte delle Kappa Angels, insieme alle altre tre cosplayer Francesca Dani, Sonia Segreto e Mirella Ranzani, nell'ambito di un concorso per autori emergenti della rivista Kappa Magazine. Nel maggio del 2007 ha posato per Vogue Gioiello. I personaggi femminili del fumetto Eracle 911 del 2007 di Enzo Troiano sono ispirati alle sue fattezze. Nel novembre 2008 ha collaborato con Alessandro Bottero per la stesura del libro Fenomenal Cosplay, pubblicato dalla casa editrice Struwwelpeter.
In quanto rappresentante molto nota dell'ambiente del cosplay italiano, è apparsa più volte come ospite in trasmissioni televisive e radiofoniche, sia italiane che estere. È comparsa in alcuni episodi di Stracult e nel 2011 ha interpretato il ruolo della cameriera coprotagonista di Base Luna, trasmissione televisiva andata in onda su Rai 2 in seconda serata. Nel 2012 ha fatto l'inviata a Quelli che il calcio per le partite del Chievo Verona. Nel 2015 ha condotto le puntate speciali della trasmissione di Rai 4 Mainstream realizzate in occasione della manifestazione Lucca Comics & Games.
Nel 2018 è comparsa su Ratboy, parodia della rivista per adulti Playboy ispirata al personaggio di Rat-Man. Nel marzo del 2019 è entrata nel Guinness dei primati per la più grande collezione dedicata a L'incantevole Creamy.
In passato ha fatto parte delle cover band Le Canne di Sampei e 7 Nippon, gruppi amatoriali specializzati nel cantare cover di sigle di cartoni animati. Nel 2023 è entrata a far parte del cast di Disneiamo, uno spettacolo musicale che celebra il centenario dell'animazione Disney con la partecipazione di Stefano Bersola, Pietro Ubaldi e Giulia Ottonello.

## Programmi televisivi
- Stracult (2010-2011)
- Base Luna (2011)
- Quelli che il calcio (2011-2012, 2014)
- Mainstream (2015)

## Doppiaggio

### Cinema
- Tessa Ia in Eterno femminile
- Elena Furiase in Un Dio vietato
- Armando Valdés Freire in Condotta
- Mae Voogd in Fisherman's Friends
- Mira Sorvino in The Girl Who Believes in Miracles

### Animazione
- Simka e Masya in The Fixies
- Mamma in Ricardito lo squalo?

## Opere
- Giorgia Vecchini, Alessandro Bottero (a cura di), Fenomenal Cosplay, Struwwelpeter, 2008.